# Парламентские выборы в Вануату (1987)
Парламентские выборы в Вануату состоялись 30 ноября 1987 года. По результатам выборов численность членов парламента была увеличена с 39 до 46 человек. Премьер-министром в результате выборов остался представитель Партии Вануаку Уолтер Лини.
По результатам выборов правящая Партия Вануаку сохранила абсолютное большинство, партия получила чуть меньше 50 % голосов избирателей и 25 мест в парламенте. Союзу умеренных партий досталось 40 % голосов и 19 мест. Явка избирателей была зафиксирована на уровне 71,6 %.

## Результаты выборов
| Партии                             | Голоса | %    | Места | +/-   |
| ---------------------------------- | ------ | ---- | ----- | ----- |
| Партия Вануаку                     | 26 626 | 47,3 | 25    | +1    |
| Союз умеренных партий              | 22 443 | 39,9 | 19    | +7    |
| Новая народная партия              | 1418   | 2,5  | 0     | Новая |
| Fren Melanesian Party              | 1119   | 2,0  | 1     | 0     |
| Национально-демократическая партия | 879    | 1,6  | 0     | Новая |
| Nagriamel Custom Federation        | 766    | 1,4  | 0     | 0     |
| Альянс независимых партий Вануату  | 442    | 0,8  | 0     | 0     |
| Либеральная партия                 | 313    | 0,6  | 0     | Новая |
| Независимые                        | 2288   | 4,1  | 1     | +1    |
| Против всех                        | 382    | -    | -     | -     |
| Всего                              | 56 676 | 100  | 46    | +7    |
| Источник: IPU                      |        |      |       |       |